# William Haade

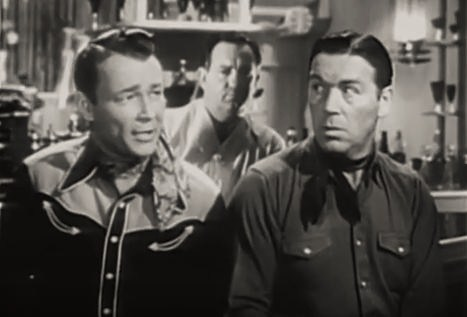
Avec Roy Rogers (à g.), dans The Yellow Rose of Texas (1944)

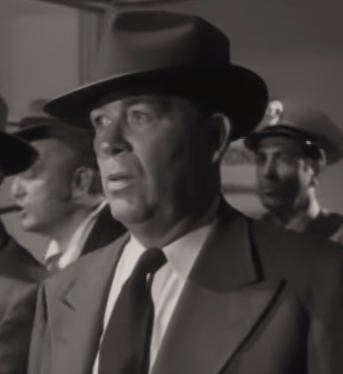
Dans Le Quatrième Homme (1952)

William Haade est un acteur américain, né le 2 mars 1903 à New York (État de New York), mort le 15 novembre 1966 à Los Angeles (Californie).

## Biographie
Au théâtre, William Haade joue une fois à Broadway dans une pièce représentée en 1936.
Au cinéma, il débute dans Le Dernier Round de Michael Curtiz (avec Edward G. Robinson et Bette Davis), sorti l'année suivante (1937). Comme second rôle de caractère ou tenant des petits rôles non crédités — en particulier dans le genre du western —, il contribue à deux-cent-cinquante-huit autres films américains jusqu'en 1958, dont Pacific Express de Cecil B. DeMille (1939, avec Barbara Stanwyck et Joel McCrea), La Fièvre de l'or noir de Lewis Seiler (avec Marlène Dietrich et John Wayne), Key Largo de John Huston (1948, avec Humphrey Bogart et Lauren Bacall) et Les Conquérants de Carson City d'André de Toth (1952, avec Randolph Scott et Raymond Massey).
À la télévision américaine, William Haade collabore à trente-cinq séries (de western notamment) entre 1950 et 1960, dont The Lone Ranger (cinq épisodes, 1950-1954), Alfred Hitchcock présente (un épisode, 1956) et Les Aventuriers du Far West (deux épisodes, 1958-1959).

## Théâtre à Broadway
- 1936 : Iron Men de Francis Gallagher, mise en scène et décors de Norman Bel Geddes : Andy

## Filmographie partielle

### Cinéma
- 1937 : Le Dernier Round (Kid Galahad) de Michael Curtiz : Chuck McGraw
- 1937 : Telephone Operator de Scott Pembroke
- 1937 : Missing Witnesses de William Clemens
- 1938 : Hollywood Stadium Mystery de David Howard
- 1938 : Bulldog Drummond s Peril de John P. Hogan
- 1938 : He Couldn't Say No de Lewis Seiler
- 1938 : Trois Camarades (Three Comrades) de Frank Borzage
- 1938 : Le Mystérieux Docteur Clitterhouse (The Amazing Doctor Clitterhouse) d'Anatole Litvak
- 1938 : Les Bébés turbulents (Sing You Sinners) de Wesley Ruggles
- 1938 : The Invisible Menace de John Farrow : le soldat Ferris
- 1938 : Tom Sawyer détective (Tom Sawyer, Detective) de Louis King
- 1938 : Le Roi des gueux (If I Were King) de Frank Lloyd : Guy Tabarie
- 1938 : La Ruée sauvage (The Texans) de James Patrick Hogan : le sergent Cahill
- 1938 : Les Bébés turbulents (Sing You Sinners) : Pete
- 1938 : Shadows Over Shanghai de Charles Lamont
- 1939 : Persons in Hiding de Louis King
- 1939 : Pardon Our Nerve de Bruce Humberstone
- 1939 : Unmarried de Kurt Neumann
- 1939 : The Gracie Allen Murder Case d'Alfred E. Green
- 1939 : Night Work de George Archainbaud
- 1939 : Les Maîtres de la mer (Rulers of the Sea) de Frank Lloyd
- 1939 : Island of Lost Men de Kurt Neumann : Hambly
- 1939 : Pacific Express (Union Pacific) de Cecil B. DeMille : Dusky Clayton
- 1939 : Full Confession de John Farrow
- 1939 : $ 1000 a Touchdown de James P. Hogan
- 1939 : Kid Nightingale de George Amy
- 1939 : Reno de John Farrow
- 1939 : En surveillance spéciale (Invisible Stripes de Lloyd Bacon : Shrank
- 1940 : Le Gangster de Chicago (The Earl of Chicago) de Richard Thorpe
- 1940 : The Man Who Wouldn't Talk de David Burton
- 1940 : Les Raisins de la colère (The Grapes of Wrath) de John Ford : un shérif-adjoint
- 1940 : The Man From Dakota de Leslie Fenton
- 1940 : La Femme aux brillants (Adventure in Diamonds) de George Fitzmaurice
- 1940 : Johnny Apollo de Henry Hathaway
- 1940 : And One Was Beautiful de Robert B. Sinclair
- 1940 : Bullet Code de David Howard
- 1940 : Lillian Russell d'Irving Cummings : un soldat
- 1940 : Sandy Is a Lady de Charles Lamont
- 1940 : Private Affairs d'Albert S. Rogell
- 1940 : Stage to Chino (en) d'Edward Killy
- 1940 : Une femme dangereuse (film, 1940) (They Drive by Night) de Raoul Walsh
- 1940 : The Girl from Avenue A de Otto Brower
- 1940 : One Crowded Night d'Irving Reis
- 1940 : Brigham Young de Henry Hathaway
- 1940 : Knute Rockne, All American de Lloyd Bacon
- 1940 : Cherokee Strip de Lesley Selander
- 1940 : Who Killed Aunt Maggie ? d'Arthur Lubin
- 1940 : Dr. Kildare's Crisis de Harold S. Bucquet
- 1941 : Desert Bandit de George Sherman
- 1941 : Le Châtiment (The Penalty) de Harold S. Bucquet
- 1941 : Rise and Shine d'Allan Dwan : Butch
- 1941 : Ma femme se marie demain (Affectionately Yours) de Lloyd Bacon : Matthews
- 1941 : Kansas Cyclone de George Sherman : Shériff Ed King
- 1941 : Le Retour du proscrit (The Shepherd of the Hills) d'Henry Hathaway : Bald Knobber
- 1941 : Citadel of Crime de George Sherman : Turk
- 1941 : Sailors on Leave d'Albert S. Rogell
- 1941 : Hurry, Charlie, Hurry de Charles E. Roberts : un policier dans le parc
- 1941 : Jimmy s'en va-t-en guerre (You're in the Army Now) de Lewis Seiler : le sergent Thorpe
- 1942 : La Fièvre de l'or noir (Pittsburgh) de Lewis Seiler : Johnny
- 1942 : Les Naufrageurs des mers du Sud (Reap the Wild Wind) de Cecil B. DeMille : le deuxième officier en second du Jubilee
- 1942 : Au cœur du Far West (en) (Heart of the Golden West) de Joseph Kane : Cully Bronson
- 1942 : Au pays du rythme (Star Spangled Rhythm) de George Marshall et A. Edward Sutherland : le sergent Duffy
- 1942 : Le Témoin disparu (Just Off Broadway) de Herbert I. Leeds
- 1942 : Les Écumeurs (The Spoilers) de Ray Enright : le shérif-adjoint Joe
- 1943 : Les bourreaux meurent aussi (Hangmen Also Die!) de Fritz Lang : Mildrad
- 1943 : Dangerous Blondes de Leigh Jason
- 1943 : Rencontre à Londres (Two Tickets to London) d'Edwin L. Marin : Groves
- 1943 : Remerciez votre bonne étoile (Thank Your Lucky Stars) de David Butler : le majordome Finchley
- 1943 : A Scream in the Dark de George Sherman
- 1944 : Buffalo Bill de William A. Wellman : un barbier
- 1944 : La Marine en jupons (Here Come the Waves) de Mark Sandrich : un sergent-chef
- 1944 : Showboat du Texas (en) (The Yellow Rose of Texas) de Joseph Kane : Buster
- 1945 : Le Club des cigognes (The Stork Club) d'Hal Walker : le sergent dansant avec Judy
- 1945 : Pillow to Post de Vincent Sherman : Big Joe
- 1946 : Les Indomptés (Renegades) de George Sherman : Bert
- 1946 : Affairs of Geraldine  de George Blair : Wayne Cooper
- 1947 : Tout le monde chante (It Happened in Brooklyn) de Richard Whorf : le sergent de police
- 1947 : Ils étaient quatre frères (Blaze of Noon) de John Farrow
- 1947 : L'Étoile des étoiles (Down to Earth) d'Alexander Hall : Spike
- 1948 : Le Sang de la terre (Tap Roots) de George Marshall : un leader
- 1948 : Les Yeux de la nuit (Night Has a Thousand Eyes) de John Farrow : Gowan
- 1948 : Key Largo de John Huston : Ralph Feeney
- 1948 : The Inside Story d'Allan Dwan : Rocky
- 1948 : Scandale en première page (That Wonderful Urge) de Robert B. Sinclair : Herman
- 1949 : L'Île au complot (The Bribe) de Robert Z. Leonard : Walker
- 1949 : Les Ruelles du malheur (Knock on Any Door) de Nicholas Ray : un sergent de police
- 1949 : La Scène du crime (Scene of the Crime) de Roy Rowland : Lafe Douque
- 1949 : Boulevard des passions (Flamingo Road) de Michael Curtiz : Burr Lassen
- 1949 : Faites vos jeux (Any Number Can Play) de Mervyn LeRoy : le dealer Frank
- 1949 : La Belle Aventurière (The Gal Who Took the West) de Frederick de Cordova : un employé de Lee
- 1950 : Embuscade (Ambush) de Sam Wood : le garde Joe
- 1950 : Hunt the Man Down de George Archainbaud : Bart
- 1950 : Quand la ville dort (The Asphalt Jungle) de John Huston : le policier Bill
- 1951 : L'Attaque de la malle-poste (Rawhide) d'Henry Hathaway : Gil Scott
- 1951 : La Bagarre de Santa Fe (Santa Fe), d'Irving Pichel : le vétéran de l'armée de l'Union
- 1952 : Les Conquérants de Carson City (Carson City) d'André de Toth : Hardrock Haggerty
- 1952 : L'Ange des maudits (Rancho Notorious) de Fritz Lang : le shérif Sam Bullock
- 1952 : Le Quatrième Homme (Kansas City Confidential) de Phil Karlson : le détective Mullins
- 1953 : La Femme au gardénia (The Blue Gardenia) de Fritz Lang : le patrouilleur Hopper
- 1955 : Deux Nigauds et les flics (Abbott and Costello Meet the Keystone Kops) de Charles Lamont : Hobo
- 1955 : L'Aventure fantastique (Many Rivers to Cross) de Roy Rowland : le policier
- 1957 : Violence dans la vallée (The Tall Stranger) de Thomas Carr : un voleur de bétail
- 1958 : La révolte est pour minuit (en) (Revolt in the Big House) de R. G. Springsteen : un garde

### Télévision
(séries)
- 1950-1954 : The Lone Ranger
  - Saison 1, épisode 48 La Bande de Beeler (The Beeler Gang, 1950) : Joe Ward
  - Saison 2, épisode 4 La Revanche du hors-la-loi (Outlaw's Revenge, 1950) : Hammer
  - Saison 3, épisode 1 Le Fils du hors-la-loi (Outlaw's Son, 1952 - Keg Wade) de Paul Landres et épisode 24 Le Fils du shérif (The Sheriff's Son, 1953 - Joe Menard) de Paul Landres
  - Saison 4, épisode 10 Rendez-vous à Whipsaw (Rendezvous at Whipsaw, 1954) d'Oscar Rudolph : Bat Larson
- 1952-1956 : The Adventures of Ozzie and Harriet
  - Saison 1, épisode 5 Halloween Party (1952) d'Ozzie Nelson : l'homme près de la porte
  - Saison 4, épisode 1 David's Engagement (1955) d'Ozzie Nelson : le père de la fiancée
  - Saison 5, épisode 7 Pool Table (1956) d'Ozzie Nelson : le premier joueur
- 1954 : Topper
  - Saison 1, épisode 13 Masquerade de Lew Landers : le policier
- 1956 : Alfred Hitchcock présente (Alfred Hitchcock Presents)
  - Saison 1, épisode 20 Ainsi mourut Riabouchinska (And So Died Riabouchinska) de Robert Stevenson : le maître d'œuvre
- 1958-1959 : Les Aventuriers du Far West (Death Valley Days)
  - Saison 6, épisode 25 Jerkline Jitters (1958) de Stuart E. McGowan : Lem Keeler
  - Saison 7, épisode 20 Stagecoach Spy (1959) de George Archainbaud : Manning